# نیو پاریس (ویسکانسین)
نیو پاریس (به انگلیسی: New Paris) یک منطقهٔ مسکونی در ایالات متحده آمریکا است که در شهرستان شیبویگان، ویسکانسین واقع شده‌است. نیو پاریس ۲۴۶٫۸۹ متر بالاتر از سطح دریا واقع شده‌است.